# 한국사회과학자료원
한국사회과학자료원(Korea Social Science Data Archive, KOSSDA)은 사회과학 분야 연구자료의 수집과 보급을 선도하는 한국의 대표적인 데이터 아카이브이다. KOSSDA는 연구기관들과 개인 연구자들이 산출하는 조사자료, 통계자료, 면접 및 구술자료, 기록문서, 관찰기록 등의 연구자료를 수집하여 디지털 DB로 구축하고, 이를 연구에 활용할 수 있도록 웹사이트를 통해 제공하고 있다. KOSSDA는 이인표재단 한국사회과학도서관을 기반으로 설립되었으며 2015년 7월 서울대학교로 이관하였다.